# Andoornkuifbladroller
De andoornkuifbladroller (Endothenia ericetana) is een vlinder uit de familie bladrollers (Tortricidae). De wetenschappelijke naam werd gepubliceerd in 1845 door Humphreys en Westwood.
De soort komt voor in Europa.